# Patrol wojskowy na Zimowych Światowych Wojskowych Igrzyskach Sportowych 2013
Patrol wojskowy na 2. Zimowych Światowych Wojskowych Igrzyskach Sportowych – jedna z zimowych dyscyplin sportowych rozgrywanych podczas zimowych igrzysk wojskowych w Annecy (Grand Bornand), we Francji w dniu 29 marca 2013. Podczas zawodów zawodnicy i zawodniczki rywalizowali w 2 konkurencjach drużynowych: mężczyźni na dystansie 25 km, a kobiet na 15 km.

## Terminarz
| Data               | Godzina (UTC+01:00) | Wydarzenie |
| ------------------ | ------------------- | ---------- |
| 29 marca 2013(dts) | 9:00                | Finał      |

## Konkurencje
Kobiety
- patrol drużynowy 15 km

Mężczyźni
- patrol drużynowy 25 km

## Medaliści
| Konkurencje | Złoto                                                                             | Srebro                                                                          | Brąz                                                                             |
| Kobiety     | Francja · Anaïs Bescond · Marine Bolliet · Coraline Thomas Hugue · Sophie Boilley | Włochy · Michela Ponza · Dorothea Wierer · Karin Oberhofer · Nicole Gontier     | Szwecja · Elin Mattsson · Emelie Larsson · Mona Brorsson · Maria Gräfnings       |
| Mężczyźni   | Szwajcaria · Benjamin Weger · Remo Fischer · Mario Dolder · Ivan Joller           | Austria · Dominik Landertinger · Michael Reiter · Peter Brunner · Johannes Dürr | Włochy · Lukas Hofer · Christian Martinelli · Markus Windisch · Dominik Windisch |

## Klasyfikacja medalowa
* Gospodarz zawodów został zaznaczony tym kolorem.
| Miejsce           | Reprezentacja     | Złoto | Srebro | Brąz | Razem |
| ----------------- | ----------------- | ----- | ------ | ---- | ----- |
| 1                 | Francja           | 1     | 0      | 0    | 1     |
| 1                 | Szwajcaria        | 1     | 0      | 0    | 1     |
| 3                 | Włochy *          | 0     | 1      | 1    | 2     |
| 4                 | Austria           | 0     | 1      | 0    | 1     |
| 5                 | Szwecja           | 0     | 0      | 1    | 1     |
| Ogółem (6 państw) | Ogółem (6 państw) | 2     | 2      | 2    | 6     |